# Мотсон, Джон
Джо́н Уо́лкер Мо́тсон (англ. John Walker Motson; 10 июля 1945, Солфорд — 23 февраля 2023, Little Brickhill, Юго-Восточная Англия) — британский футбольный комментатор и писатель.

## Биография
Окончил школу Калфорд, расположенную неподалёку от города Бери-Сент-Эдмундс. С 1979 года комментировал многие крупнейшие спортивные соревнования. С этого же времени становится доминирующей фигурой среди футбольных комментаторов канала BBC.
В начале сезона 2017/18 объявил о предстоящем завершении карьеры после 50 лет беспрерывного комментирования. Последним матчем с комментариями Джона стал «Кристал Пэлас» — «Вест Бромвич Альбион» 13 мая 2018 года.

## Интересные факты
Джон Мотсон совместно с Марком Лоуренсоном, а затем и с Алли Маккойстом выступил в качестве комментатора нескольких игр серии FIFA.
Последней игрой серии FIFA, в которой выступил комментатором Мотсон с Алли Маккойстом, стала FIFA 2005.